# Landesregierung Schützenhöfer I
- ÖVP: 4
- SPÖ: 4

Die Landesregierung Schützenhöfer I ist die nach der Landtagswahl in der Steiermark 2015 am 16. Juni 2015 vom Landtag gewählte, unter dem programmatischen Namen „Koalition Zukunft Steiermark“ antretende, Steiermärkische Landesregierung. Sie ist eine Koalitionsregierung aus SPÖ und ÖVP.
Ursprünglich erhob die SPÖ unter Franz Voves Anspruch auf den Sitz des Landeshauptmanns, da die SPÖ Steiermark rund 1 Prozent mehr Wählerstimmen als die ÖVP erzielte. Am 10. Juni 2015 legte Voves gemäß seiner Ankündigung, bei einem Wahlergebnis von unter 30 Prozent zurücktreten zu wollen, alle seine politischen Funktionen zurück. Die nach Abschaffung der Proporzsystems durchgeführten Koalitionsverhandlungen mit der ÖVP ergaben überraschend, dass der bisherige stellvertretende Landeshauptmann Hermann Schützenhöfer (ÖVP) als neuer Landeshauptmann die Landesregierung von 2015 bis 2020 anführen soll.
In der SPÖ wurde der Verzicht auf den Posten des Landeshauptmannes als stärkerer Koalitionsbeteiligter auf Bundes- und Länderebene kritisch kommentiert. Auch die Oppositionsparteien FPÖ, Grüne und KPÖ bewerteten die Fortsetzung der bestehenden Regierungszusammenarbeit trotz Wahlverlusten negativ. Als Grund für den Verzicht auf die Position des Landeshauptmannes durch die SPÖ wurde die Gefahr angeführt, durch eine ÖVP-FPÖ-Koalition gänzlich an Einfluss zu verlieren.
Nach der Ankündigung des Rücktrittes von Christian Buchmann als Landesrat mit 25. April 2017 wurden die Ressorts neu verteilt, Christopher Drexler gab das Wissenschaftsressort an Barbara Eibinger-Miedl ab und übernahm das Kulturressort.
Am 4. Juli 2017 trat Landesrat Michael Schickhofer die Finanzagenden an Landesrat Anton Lang ab.

## Regierungsmitglieder
| Amt                                                     | Bild | Name                                         | Partei | Partei | Zuständigkeitsbereiche |
| ------------------------------------------------------- | ---- | -------------------------------------------- | ------ | ------ | --- |
| Landeshauptmann                                         |      | Hermann Schützenhöfer                        |        | ÖVP    | Gemeinden (ÖVP oder Namenslisten geführt), Organisation und Informationstechnik, Volkskultur sowie Zentrale Dienste            |
| Landeshauptmann-Stellvertreter                          |      | Michael Schickhofer                          |        | SPÖ    | Finanzen (bis 4. Juli 2017), Regionen, Katastrophenschutz und Landesverteidigung sowie SPÖ-Gemeinden                           |
| Landesrat                                               |      | Christopher Drexler                          |        | ÖVP    | Gesundheit, Pflege und Personal; zusätzlich Kultur (ab 25. April 2017); Wissenschaft (bis 25. April 2017)                      |
| Landesrat                                               |      | Johann Seitinger                             |        | ÖVP    | Land- und Forstwirtschaft, Wohnbau sowie Wasser- und Ressourcenmanagement                                                      |
| Landesrätin                                             |      | Ursula Lackner                               |        | SPÖ    | Bildung und Gesellschaft |
| Landesrat                                               |      | Anton Lang                                   |        | SPÖ    | Finanzen (ab 4. Juli 2017) Verkehr, Umwelt, erneuerbare Energien und Sport; seit 18. Mai 2016, Nachfolger von Jörg Leichtfried |
| Landesrätin                                             |      | Doris Kampus                                 |        | SPÖ    | Soziales, Arbeit und Integration                                                                                               |
| Landesrätin                                             |      | Barbara Eibinger-Miedl (seit 25. April 2017) |        | ÖVP    | Wirtschaft, Wissenschaft und Forschung, Tourismus, Europa                                                                      |
| Vorzeitig ausgeschiedene Mitglieder der Landesregierung |      |                                              |        |        | |
| Landesrat                                               |      | Christian Buchmann (bis 25. April 2017)      |        | ÖVP    | Wirtschaft, Tourismus, Europa und Kultur                                                                                       |
| Landesrat                                               |      | Jörg Leichtfried                             |        | SPÖ    | bis 18. Mai 2016, danach Bundesminister für Verkehr, Innovation und Technologie                                                |